# Aram I Kesziszjan
Aram I Kesziszjan (Keshishian, ur. 1947) – duchowny Apostolskiego Kościoła Ormiańskiego, od 1995 jeden z patriarchów tego Kościoła, Patriarcha-Katolikos Wielkiego Domu Cylicyjskiego. 

## Życiorys
Urodził się w 1947 w Bejrucie. W 1968 został wyświęcony na kapłana (żyjącego w celibacie). W 1970 uzyskał tytuł wartabed - doktora teologii Apostolskiego Kościoła Ormiańskiego. W 1978, podczas studiów w Nowym Jorku, został wybrany wikariuszem ormiańskiej diecezji Bejrutu. W 1979 został wybrany prymasem Libanu. Sakrę biskupią otrzymał jednak dopiero w 1980 z rąk katolikosa Karekina. Posługa biskupa Kesziszjana w Libanie przypadła na najgorętszy okres tamtejszej wojny domowej. Jako prymas poświęcił swoje wysiłki utrzymaniu działalności kościołów, szkół wyznaniowych, organizacji społecznych i kościelnych oraz lokalnych społeczności wiernych. Popierał inicjatywy zmierzające do jedności Libanu. Biskupem Bejrutu i ormiańskim prymasem Libanu Aram Kesziszjan był do 1995, kiedy to został wybrany katolikosem-patriarchą Cylicji - drugim w hierarchii patriarchów kościoła ormiańskiego po eczmiadzyńskim patriarsze wszystkich Ormian. Synodowi, który wybrał biskupa Kesziszjana na patriarchę Cylicji, przewodniczył jego poprzednik na tym tronie – ówczesny patriarcha eczmiadzyński – Karekin I Sarkisjan. 
Aram Kesziszjan studiował filozofię, teologię systematyczną i historię kościołów Bliskiego Wschodu - najpierw w ormiańskim seminarium w Antelias w Libanie, następnie w protestanckiej Bliskowschodniej Szkole Teologii w Bejrucie, na Uniwersytecie Amerykańskim w Bejrucie, w Instytucie Ekumenicznym w Bossey (Szwajcaria) i na Uniwersytecie Fordham w Nowym Jorku. Już jako biskup był przez wiele lat wykładowcą ormiańskiego seminarium duchownego i Uniwersytetu Haigaziana w Bejrucie, gdzie wykładał filologię ormiańską i teologię. Jest autorem licznych prac naukowych w językach ormiańskim, francuskim i angielskim. 
W 1972 biskup Kesziszjan został naczelnym sekretarzem patriarchatu cylicyjskiego do spraw stosunków ekumenicznych. W tym charakterze reprezentował patriarchat na wielu spotkaniach ekumenicznych. Jako delegat Apostolskiego Kościoła Ormiańskiego uczestniczył w ogólnych zgromadzeniach Światowej Rady Kościołów w Nairobi (1975), Vancouver (1983) i w Canberze (1991). W 1975 został wybrany do Komisji Wiary i Ustroju ŚRK, a w 1983 został członkiem stałego komitetu tej komisji. Na spotkaniu w Vancouver został wybrany do Głównego Komitetu ŚRK, a na spotkaniu w Canberze został wybrany moderatorem komitetów Głównego i Wykonawczego. Był pierwszym wiernym kościoła wschodniego i jednocześnie najmłodszą osobą pełniącą tę funkcję. Wybór z Canberry powtórzono w 1998 w Harare. Poza tym Aram Kesziszjan był jednym z założycieli Rady Kościołów Środkowego Wschodu w 1974 i członkiem jej komitetu wykonawczego. Jest również honorowym członkiem ekumenicznej fundacji kościoła katolickiego "Pro Oriente" w Wiedniu oraz wielu innych organizacji ekumenicznych. 26 stycznia 1997, podczas wizyty w Watykanie, patriarcha podpisał wspólną deklarację ekumeniczną z papieżem Janem Pawłem II. 

## Zobacz
- Apostolski Kościół Ormiański
- Chrześcijaństwo ormiańskie